# Règle monastique
Les règles monastiques sont les règles par lesquelles sont gouvernés les ordres monastiques — le terme monastique fait référence au monachisme, la condition des moines et de leurs monastères fondés à l’origine dans le désert, dans des environnements éloignés du monde.
D'autres ordres religieux comme les ordres conventuels ou les ordres mendiants — ceux des frères et leurs couvents, historiquement à l’origine dans des environnements urbains, avec un degré de clôture plus ou moins grand — utilisent en général la dénomination « vie consacrée » et suivent les institutions du clergé régulier.
Les règles les plus répandues sont celles des ordres chrétiens et bouddhiste.
Les coutumiers complètent les règles monastiques et donnent aux monastères autonomes comme aux ordres religieux des indications concernant la vie quotidienne et l'observance religieuse.

## Chrétienté
Dans ses Institutions, Jean Cassien utilise le terme regula lorsqu'il parle de la manière de vivre des moines. Durant la période patristique le mot suggérait ainsi l'idéal de vie monastique, sans référence particulière à un texte. Ce n'est que plus tard que les grandes figures du monachisme primitif laissèrent à leurs disciples des textes aidant à vivre l'idéal monastique proposé.   
- La règle de saint Pacôme,  première règle pour la vie monastique cénobitique (IVe siècle)
- La règle de saint Augustin (aussi appelée règle augustinienne ou règle augustine), de saint Augustin (IVe siècle-Ve siècle), utilisée par l'ordre de Saint-Augustin, par l'ordre de Saint-Jérôme, et de nombreux autres, comme les ordres militaires.
- La règle de saint Basile (IVe siècle).
- La règle de saint Benoît (règle bénédictine), de saint Benoît de Nursie (Ve siècle), suivie par l'ordre de Saint-Benoît (clunisiens, cisterciens, etc.)[1].
- La règle de Grandmont, règle initialement de 75 articles condensés en 65 articles par le 4e prieur de l'ordre de Grandmont vers 1140-1150 et approuvée par Alexandre III en 1171[2].  Règle très sévère, elle fut une première fois modifiée en 1247 par le pape Innocent IV puis par Clément V en 1309.
- Consuetudines Cartusiæ (règle cartusienne ou règle des Chartreux) (1127), règle de 80 chapitres qui a été écrite pour l'ordre des Chartreux fondé par saint Bruno.
- La règle de saint Albert, (vers 1209), donnée à des ermites sur le mont Carmel, qui devient ensuite la base de l'ordre du Carmel.
- La règle de saint François (règle franciscaine ou règle des Frères mineurs), de saint François d'Assise (1223)[3], suivie par l'ordre des Frères mineurs, un des ordres franciscains, et les autres apparentés.
- La règle de saint Dominique, inspirée de celle de saint Augustin[4].

Le concile du Latran, au XIIIe siècle, ayant décidé qu'aucune nouvelle règle religieuse ne serait approuvée par l’Église et que tous les instituts devaient choisir l'un des règles déjà existantes, les fondateurs d'instituts religieux préparèrent plutôt des « constitutions » pour définir le charisme propre et organiser leur institut.

## Bouddhisme
- Vinaya Pitaka (« corbeille de la discipline monastique), règle composée environ 454 années après la mort du Bouddha Sakyamuni ; utilisée par toute la Communauté monacale bouddhiste (Sangha), spécialement par le courant Theravāda.